# Xã Malaka, Quận Jasper, Iowa
Xã Malaka (tiếng Anh: Malaka Township) là một xã thuộc quận Jasper, tiểu bang Iowa, Hoa Kỳ. Năm 2010, dân số của xã này là 313 người.